# Piotr (biskup włodzimierski)
Piotr (zm. ok. 1370) – duchowny rzymskokatolicki, pierwszy biskup diecezji włodzimierskiej (od 1358). Nie objął diecezji, pełniąc funkcję sufragana gnieźnieńskiego.